# AMD Turion X2
Der AMD Turion X2 ist ein Prozessor, der im Jahr 2008 von AMD zusammen mit der Notebookplattform „Puma“ vorgestellt wurde. Der Vorgänger ist der AMD Turion 64 X2. Innerhalb der Puma-Plattform stellt der Turion X2 einen Mainstreamprozessor dar, der Turion X2 Ultra bedient das Performance-Segment.
Der Nachfolger der Turion X2/Turion X2 Ultra-Prozessoren basiert komplett auf der K10-Architektur und wird unter dem Namen AMD Turion II vermarktet.

## Technik
Die Technik des Turion X2 beruht zum größten Teil auf der des älteren Turion 64 X2 (AMD K8). Allerdings wurden einige Fähigkeiten der neuen AMD K10-Architektur übernommen, so der schnellere HT-Link. Des Weiteren wurden die Stromspartechniken erweitert und optimiert. Der offizielle Codename für diese mobile Prozessorkernfamile seitens AMD lautet AMD Family 11h Prozessor, oder auch inoffiziell AMD K 11 und gibt es nur im mobilen Segment.
Als weiteren Ableger gibt es noch den mobilen AMD Athlon X2.
Außerdem existiert noch der Turion Neo X2 L625, welcher über eine Stromaufnahme von 18 W und eine Taktfrequenz von 1,6 GHz verfügt. Dieser Prozessor basiert jedoch auf der altbekannten K9-Architektur und ist damit lediglich ein sparsamer Ableger des AMD Turion 64 X2. Für den Prozessor wird ein spezieller als „ASB1“ bezeichneter Sockel verwendet, auf dem die CPU eingelötet wird.

## Modelle

### Griffin
- Doppelkernprozessor (Dual-Core)
- Revision?
- L1-Cache: je Kern 128 KiB: 64 + 64 KiB (Daten + Instruktionen)
- L2-Cache: je Kern 512 KiB L2-Cache bei Turion X2 bzw. je Kern 1 MiB L2-Cache bei Turion X2 Ultra
- MMX, Extended 3DNow!, SSE, SSE2, SSE3, AMD64, PowerNow!, NX-Bit, AMD-V
- Sockel S1, HyperTransport 3.0 mit 1,8 GHz (HT3600), bei ungeraden Modellnummern mit 2,0 GHz (HT4000)
- DDR2-Speichercontroller: Unterstützung bis zu DDR2-800
- Betriebsspannung (VCore): ?
- Leistungsaufnahme (TDP): 31–35 Watt
- Erscheinungsdatum: Juni 2008
- Fertigungstechnik: 65 nm (SOI)
- Taktfrequenzen: 2.000–2.400 MHz
  - Turion X2
    - RM-70: 2,0 GHz (31 Watt)
    - RM-72: 2,1 GHz (35 Watt)
    - RM-74: 2,2 GHz (35 Watt)
    - RM-75: 2,2 GHz / HT-Takt: 2,0 GHz (35 Watt)
    - RM-77: 2,3 GHz / HT-Takt: 2,0 GHz (35 Watt)

  - Turion X2 Ultra[7]
    - ZM-80: 2,1 GHz (32 Watt)
    - ZM-82: 2,2 GHz (35 Watt)
    - ZM-84: 2,3 GHz (35 Watt)
    - ZM-85: 2,3 GHz / HT-Takt: 2,0 GHz (35 Watt)
    - ZM-86: 2,4 GHz (35 Watt)